# Christian Abt

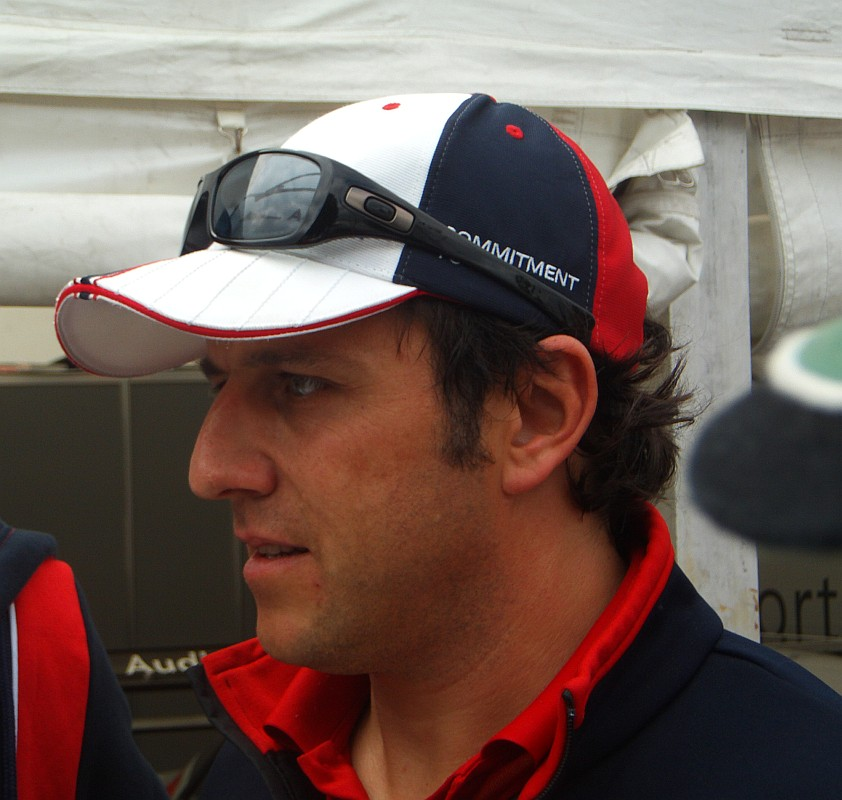
Christian Abt.

Christian Abt, född den 8 maj 1967 i Kempten i Västtyskland, är en tysk racerförare.

## Racingkarriär
Abt tävlade först i det tyska mästerskapet i formel 3, där han 1994 slutade på åttonde plats. Det räckte inte för att gå vidare i formelbilsklasserna, utan Abt bytte till touringbilsracing. Abt vann sedan det tyska supertouringmästerskapet 1999 i sin bror Hans-Jürgens team Abt Sportsline. Han började därefter köra i sin brors DTM-team, där han var andreförare till Laurent Aïello. Även om Abt aldrig vann ett DTM-race, så lyckades han ta en pole position och fyra andraplatser i mästerskapet. Hans bästa sammanlagda placering kom 2002, då han blev sjua, samma år som Aïello blev mästare. Han lämnade sedan teamet som förare för att ge plats åt yngre förmågor, men körde för Joest Racing och Team Phoenix under några år, innan han avslutade sin DTM-karriär 2007 med en sextonde plats. Efter DTM-karriären har Abt kört i tyska Porsche Carrera Cup och med Audi R8 i GT-sammanhang.